# Shamrock

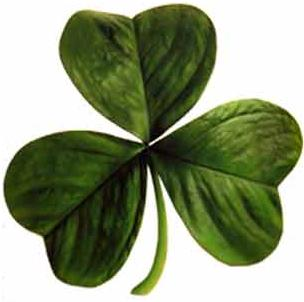
El Shamrock

El shamrock (♣), símbol no oficial d'Irlanda, és un trèvol clar de tres fulles, de vegades Trifolium repens (trèvol blanc, seamair bhán en irlandès) però més freqüentment Trifolium dubium (trèvol petit, seamair bhuí en irlandès). El diminutiu de la paraula irlandesa per a trèvol ("seamir") és "seamaróg", que va ser adaptada a l'anglès com a "shamrock" amb pronunciació similar a la de l'original irlandès. No obstant això, altres plantes de tres fulles, com ara el medicago (Medicago lupulina), el trèvol vermell (Trifolium pratense) i l'oxàlida comú (gènere Oxalis), reben ocasionalment el nom de shamrocks. El shamrock fou utilitzat tradicionalment per les seves propietats medicinals i era un popular motiu decoratiu a l'era victoriana. S'empra sovint per a representar el Dia de Sant Patrici, festa celebrada el 17 de març. Es diu que els shamrocks duen bona sort.

## Insígnia d'Irlanda
El shamrock també s'utilitza com a insígnia en esports d'equip, organitzacions estatals i tropes irlandeses a l'estranger: la Irish Rugby Football Union, el Shamrock Rovers F.C., Aer Lingus, IDA Ireland, la University College Dublin, la University of Notre Dame, el Northern Ireland Tourist Board i el Fáilte Ireland l'emprèn com a part de la seva identitat. Està registrat a l'Organització Mundial de la Propietat Intel·lectual com a símbol d'Irlanda. D'acord amb la que l'Oxford English Dictionary qualifica com a tradició recent (les primeres referències daten de 1726), la planta fou usada per sant Patrici d'Irlanda per a il·lustrar la doctrina de la Trinitat. Posteriorment es va convertir en emblema d'Irlanda, però no té estatus oficial ni a Irlanda del Nord ni a la República d'Irlanda; l'emblema oficial de la República és l'arpa.
El shamrock va figurar al segell del passaport de Montserrat, on molts dels seus ciutadans són de descendència irlandesa. També es troba a l'escut d'armes i a la bandera de la ciutat de Mont-real, Canadà. A més, el shamrock és freqüentment usat com a nom i símbol dels pubs irlandesos arreu del món; d'aquesta manera, el símbol atrau immediatament a tots aquells que busquen un establiment de parla anglesa i càlida benvinguda.

## Banderes

Bandera de Mont-real

La bandera de la ciutat de Mont-real té un shamrock al quadrant inferior dret. El shamrock representa a la població irlandesa, un dels quatre grans grups ètnics que formaven part de la població de la ciutat el segle xix quan l'escut fou dissenyat.
L'escut d'armes de la bandera de la Policia Reial de l'Ulster George Cross Foundation es disposa sobre una corona de shamrocks.
La bandera de la famosa frase Erin Go Bragh empra un arpa angelical, o arpa cèltica, sobre una corona de shamrocks. És una bandera molt simbòlica del nacionalisme irlandès que sol ser desplegada als desfiles del Dia de Sant Patrici.

## Noms de velers
- Shamrock V fou un veler de Classe J construït el 1930 per al cinquè i últim desafiament a la Copa Amèrica de vela de Sir Thomas Lipton. Dissenyat per Nicholson, fou el primer iot britànic construït amb la Norma de la Classe J i és l'únic d'aquesta classe construït en fusta. Després del llançament, fou contínuament millorat amb canvis a la forma del buc i al timó. L'aparell també va ser modificat per a aconseguir el ritme de navegació més efectiu però mai va ser rival per al disseny més veloç del veler estatunidenc "Enterprise". Va passar per una reestructuració major el 1967.

- Shamrock és també el nom d'un C&C 35 que ha disputat competicions a Detroit, Michigan des de 1976. Número de buc 37, número vela 11166.

## Curiositats
- Shamrock és el codi de la línia aèria irlandesa Aer Lingus per al control del trànsit aeri.
- Els soldats del Regiment Irlandès Reial duen una branqueta de shamrock el Dia de San Patrici com al seu emblema. Els shamrocks s'exporten a qualsevol lloc del món on el regiment està destinat. La Reina Victòria va decretar fa més de 100 anys que els seus soldats, tant del nord com del sud d'Irlanda portaren una branqueta de shamrock com a reconeixement als soldats irlandesos que van lluitar amb valentia a les Guerres Bòer.